# Gisèle Moreau
Gisèle Moreau, née Gisèle Haillot le 30 juin 1941 à Paris, est une femme politique française.
Membre du Parti communiste français, elle est députée de la 13e circonscription de Paris, puis députée européenne.

## Biographie
Née en 1941 dans le 18e arrondissement de Paris, Gisèle Haillot est la fille d'un ouvrier pâtissier. Elle abandonne le lycée après la classe de quatrième pour travailler. Elle adhère au Parti communiste français (PCF), puis à l'Union des jeunes filles de France (UJFF) en 1958.
Elle épouse en 1962 Michel Moreau, un comptable de la société où elle travaille, militant à la Confédération générale du travail (CGT) et au PCF, avec lequel elle a deux filles. 
Gisèle Moreau est députée de Paris de 1973 à 1981, membre de la commission des Affaires sociales. Elle est secrétaire de l’Assemblée nationale d'avril 1976 à avril 1977 et fait partie du bureau du groupe parlementaire communiste d'avril 1978 à avril 1980.
Elle est élue trois fois de suite au Conseil de Paris de 1983 à 2001.
Pendant son mandat de députée européenne de 1994 à 1999, elle appartient à la commission des droits de la femme et à la commission des transports et du tourisme.
Elle est membre du bureau politique et du secrétariat du PCF de 1979 à 1996. Reconduite en 1982 au secrétariat du PCF, chargée des femmes, Gisèle Moreau est la seule femme nommée dans la structure de direction du PCF (secrétariat composé par ailleurs, en 1982, de Georges Marchais, Charles Fiterman, Gaston Plissonnier, Paul Laurent, Jean Colpin et Maxime Gremetz).
Gisèle Moreau est auteure de Libres et Égales (1982) et de Toujours elles (1990).

## Détail des mandats
- 02/04/1973 - 02/04/1978 : députée de Paris (13e circonscription)
- 19/03/1978 - 22/05/1981 : députée de Paris (13e circonscription)
- 1983 - 1989 : conseillère de Paris
- 1989 - 1995 : conseillère de Paris
- 1995 - 2001 : conseillère de Paris
- 19/07/1994 - 19/07/1999 : députée européenne